# Småskjær
Småskjær ou Småskjeret est une île norvégienne du comté de Hordaland appartenant administrativement à Eivindvik.

## Description
Il s'agit de cinq petits rochers principaux à fleur d'eau qui s'étend sur environ 134 m de longueur pour une largeur approximative de 42 m. 